# Metalepis peraffinis
Metalepis peraffinis là một loài thực vật có hoa trong họ La bố ma. Loài này được (Woodson) Morillo mô tả khoa học đầu tiên năm 1991.